# Devotion (1946)
Devotion (bra: Devoção) é um filme estadunidense de 1946, do gênero drama histórico-biográfico, dirigido por Curtis Bernhardt, e estrelado por Ida Lupino, Paul Henreid, Olivia de Havilland e Sydney Greenstreet. Baseado em uma história de Theodore Reeves, o filme é um relato altamente ficcional da vida das irmãs Brontë.
O filme apresenta o último papel de Montagu Love; ele morreu quase três anos antes do lançamento tardio do filme.

## Sinopse
Na Inglaterra vitoriana, as irmãs escritoras Emily (Ida Lupino) e Charlotte Brontë (Olivia de Havilland) se apaixonam pelo reverendo Arthur Nicholls (Paul Henreid), e começam a disputar o afeto do homem enquanto tentam publicar suas obras literárias. Junto com sua irmã Anne (Nancy Coleman), e em meio aos problemas que cercam suas vidas, Emily e Charlotte também tentam ajudar seu atormentado irmão Branwell (Arthur Kennedy), um talentoso artista cuja vida está sendo destruída pelo álcool.

## Elenco
- Ida Lupino como Emily Brontë
- Paul Henreid como Reverendo Arthur Nicholls
- Olivia de Havilland como Charlotte Brontë[a]
- Sydney Greenstreet como William Makepeace Thackeray
- Nancy Coleman como Anne Brontë
- Arthur Kennedy como Branwell Brontë
- May Whitty como Lady Thornton
- Victor Francen como Monsenhor Constantin Heger
- Montagu Love como Reverendo Patrick Brontë
- Ethel Griffies como Tia Branwell
- Edmund Breon como Sr. John Thornton
- Odette Myrtil como Madame Heger
- Doris Lloyd como Sra. Ingraham
- Marie De Becker como Tabby
- Eily Malyon como Amiga de Lady Thornton no baile
- Reginald Sheffield como Charles Dickens
- Leo White como Garçom (não-creditado)

## Produção
"Devotion" foi filmado entre 11 de novembro de 1942 e meados de fevereiro de 1943, mas sua pré-estreia foi adiada até 5 de abril de 1946 em Manhattan, devido a um processo judicial de Olivia de Havilland contra a Warner Bros. A atriz processou o estúdio para que seu contrato fosse rescindido sem ela ter que fornecer mais seis meses de trabalho para compensar seu tempo de suspensão. O processo foi um marco importante para a indústria cinematográfica.

## Recepção
Bosley Crowther, em sua crítica para o jornal The New York Times, escreveu: "Os Warners simplificaram as coisas a um extremo quase irredutível, e encontraram uma explicação para as Brontës nos termos de Louisa May Alcott. Eles visualizaram a sombria Emily, autora de Wuthering Heights, e Charlotte, escritora de Jane Eyre, como uma dupla de 'mulherzinhas' com um dom". Apesar de uma excelente trilha sonora por Erich Wolfgang Korngold, e valores de produção e um final que remonta à versão cinematográfica anterior de "Wuthering Heights" (1939), de outra produtora, a imprensa geralmente classificou "Devotion" como "um romance fantasioso piegas, mesmo com identidades removidas. Apresentado como a história das Brontës – e com os personagens coadjuvantes mal interpretados – é um ridículo imposto sobre a razão e um insulto à inteligência pura".

## Adaptação para a rádio
Em 17 de fevereiro de 1947, uma adaptação de uma hora estrelada por Jane Wyman, Vincent Price e Virginia Bruce foi apresentada no Lux Radio Theatre.